# Bundesautobahn 60
Die Bundesautobahn 60 (Abkürzung: BAB 60) – Kurzform: Autobahn 60 (Abkürzung: A 60) – ist eine deutsche Autobahn, die in zwei nicht miteinander verbundenen Teilstrecken von der belgischen Grenze bei Steinebrück über Wittlich, Bingen und Mainz nach Rüsselsheim führt. Während der westliche Abschnitt eine von zwei grenzüberschreitenden Autobahnstrecken nach Belgien darstellt, bildet sie im östlichen Abschnitt mit einem Teilstück des Mainzer Rings eine regionale Strecke im Rhein-Main-Gebiet.
Die gesamte Strecke ist Teil der Europastraße 42, im westlichen Teil auch abschnittsweise der Europastraße 29. Als kreuzungsfreie Verbindung zwischen westlichem und östlichem Teilstück wird derzeit die B 50 ausgebaut, nachdem der ehemals geplante Lückenschluss als Autobahn durch den südlichen Hunsrück verworfen wurde.

## Streckenverlauf
Die BAB 60 beginnt am Grenzübergang Steinebrück in der Eifel als Fortsetzung der von Verviers kommenden Autobahn 27. Nur wenige Kilometer hinter der Staatsgrenze endet der als Autobahn ausgebaute Teil sowie auf etwa 15 km ein 2+1-System und nur die nördliche Richtungsfahrbahn ist fertiggestellt. Sie führt in östliche Richtung durch die hügelige und stark bewaldete Schnee-Eifel, ehe hinter Prüm wieder der als Autobahn ausgebaute Streckenteil mit beiden Richtungsfahrbahnen beginnt, der in südliche Richtung führt und bei Bitburg die Südeifel erreicht. Zur Querung der zahlreichen, eingeschnittenen Flusstäler in diesem Bereich war eine hohe Anzahl an Brückenbauwerken erforderlich.
Die Anschlussstelle Bitburg schließt die B 51 an die Autobahn an, über die Luxemburg und Trier auf kürzestem Wege erreicht werden können. Danach verläuft die Autobahn wieder mehr in östliche Richtung, in unmittelbarer Nähe zur Spangdahlem Air Base, in Richtung Wittlich. Im Mundwald, einem Höhenzug südlich der Stadt, befindet sich das Autobahnkreuz mit dem südlichen Abschnitt BAB 1, der von Daun nach Saarbrücken führt und in nördliche Richtung bis Köln nach wie vor eine Lücke aufweist. Die BAB 60 endet hier, die Fahrbahnen führen hinter dem Kreuz nahtlos weiter zum ebenfalls vierstreifigen Hochmoselübergang der B 50.

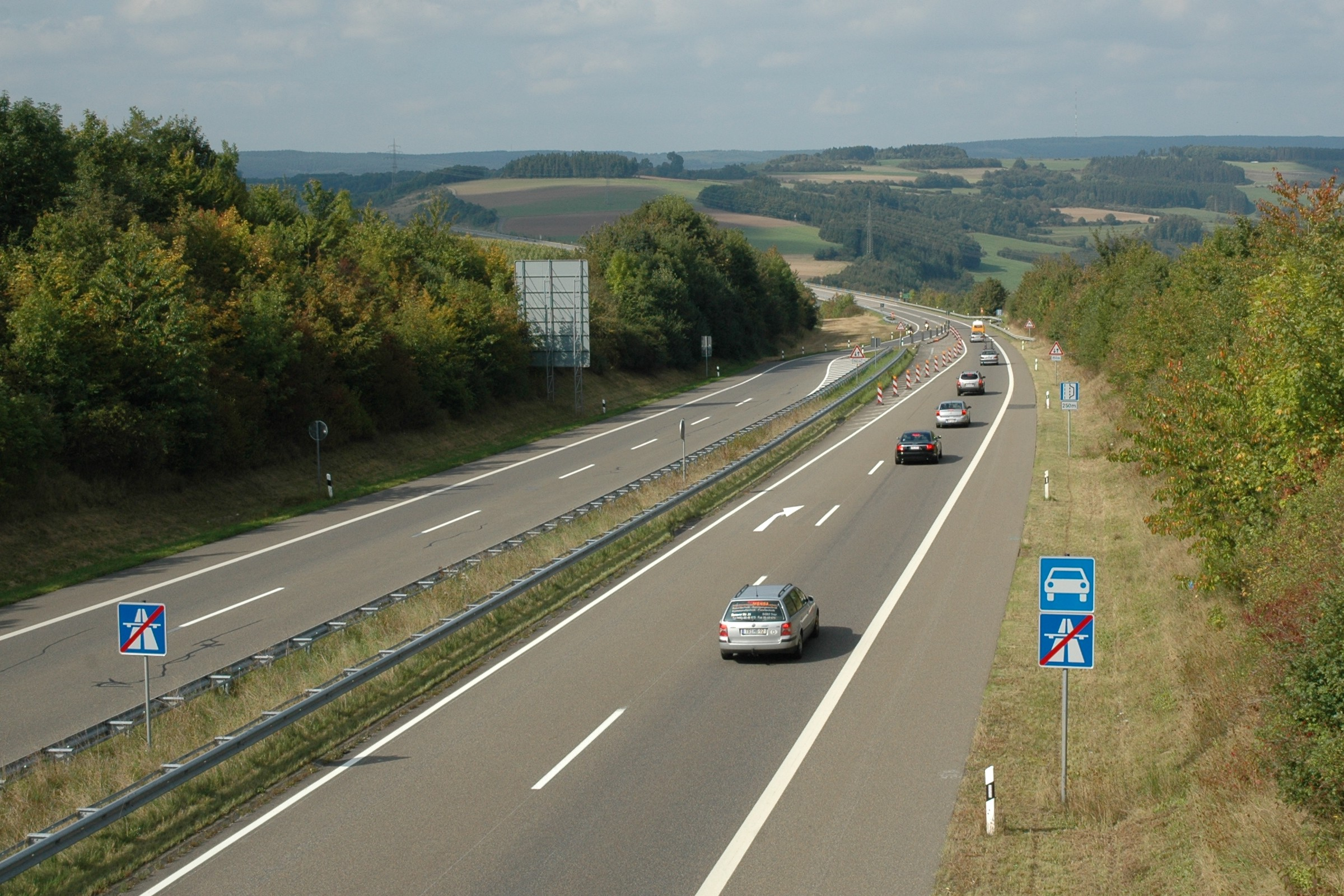
Wechsel von Autobahn zu Kraftfahrstraße bei Prüm
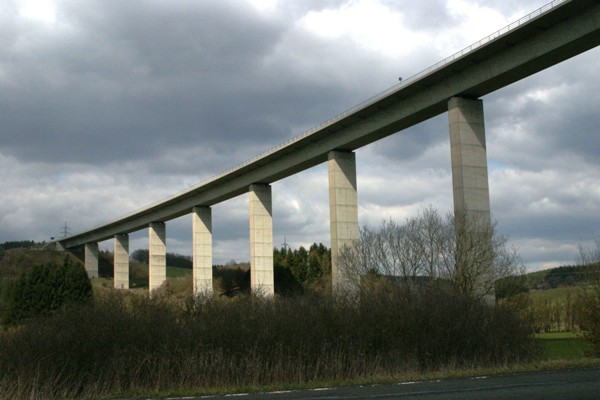
Prümtalbrücke
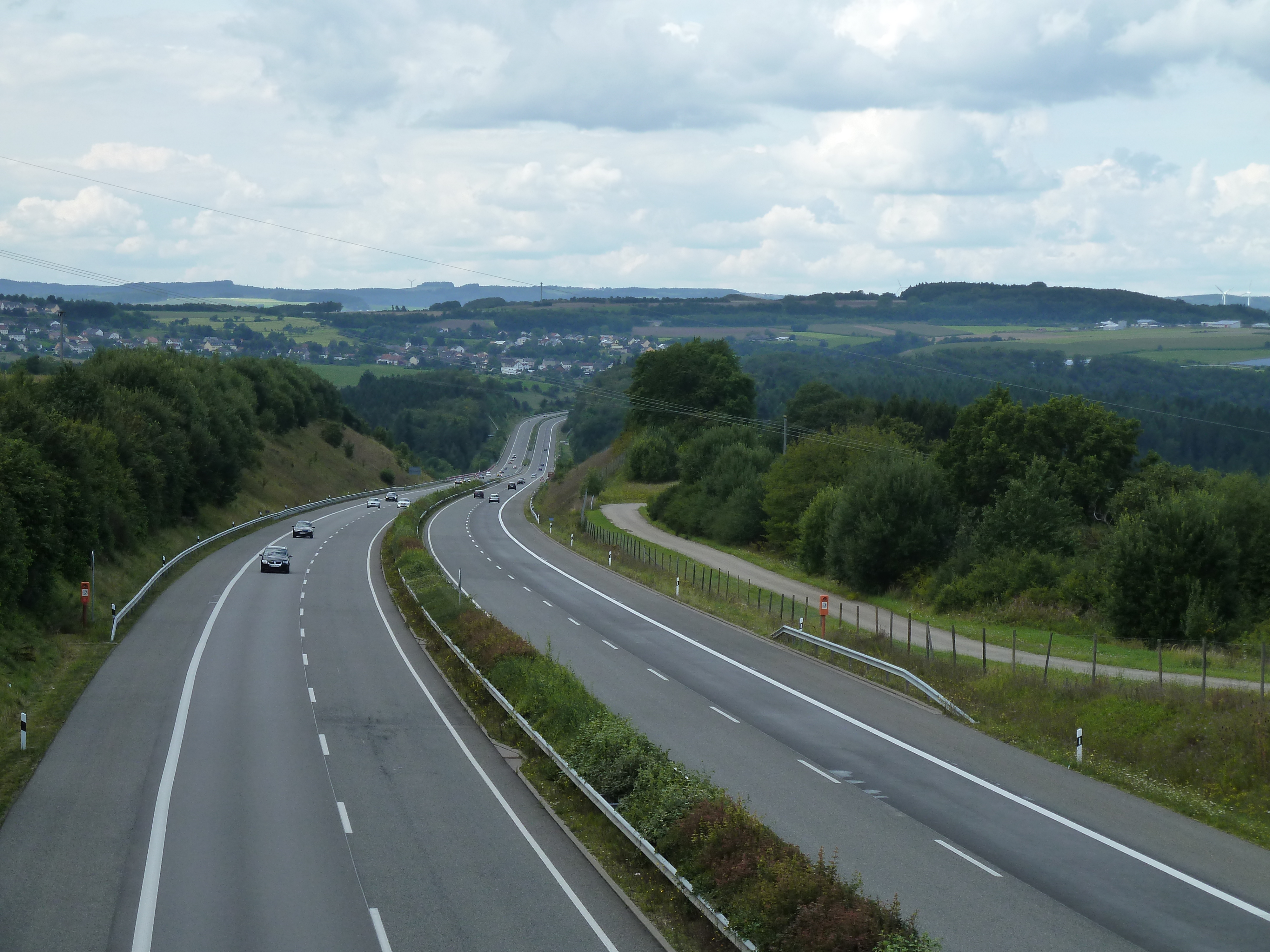
Kurvige und wenig befahrene Strecke bei Badem

Das zweite Teilstück der BAB 60 beginnt am Dreieck Nahetal mit der BAB 61 (Venlo–Hockenheim), das beim Bau bereits als Autobahnkreuz mit Vorleistungen für einen Weiterbau in Richtung Westen ausgeführt wurde. Nachdem der Lückenschluss der BAB 60 wieder verworfen wurde, integrierte man eine Anschlussstelle für ein Gewerbegebiet und einen Autohof in das Kreuzungsbauwerk. Zunächst in nordöstliche, später östliche Richtung führt die BAB 60 dann zunächst vierstreifig an den Vororten von Bingen und an Ingelheim vorbei. In diesem Bereich verläuft der Rhein abschnittsweise unmittelbar nördlich der Fahrbahn, was einen Ausblick auf den gegenüber liegenden Rheingau mit seinem Bergpanorama ermöglicht. Die Richtungsfahrbahn Mainz hat ab Ingelheim, die Richtungsfahrbahn Bingen nur in einem kurzen Bereich zwischen dem Dreieck Mainz und Heidesheim drei Fahrspuren pro Richtung. Bei Heidesheim steigt die Autobahn dann zum Lenneberg hinauf, ehe die BAB 643 nach Wiesbaden abzweigt. Diese bildet den westlichen Teil des Autobahnrings um Mainz, während die BAB 60 ab hier den südlichen Teil bildet.
Der Abschnitt vom Dreieck Mainz bis zum Kreuz Mainz-Süd, an dem die BAB 63 nach Kaiserslautern beginnt, ist wiederum nur vierstreifig und weist außerdem keinen Standstreifen auf. Über die B 40, die eine autobahnähnliche Verlängerung der BAB 63 nördlich des Kreuzes bildet, ist die Mainzer Innenstadt zu erreichen. Das ZDF-Sendezentrum befindet sich ebenfalls in der Nähe. Hinter dem Kreuz beginnt dann der sechsstreifig ausgebaute Abschnitt des Mainzer Rings, der zunächst an Hechtsheim vorbeiführt und dort aus Lärmschutzgründen in einem 350 m langen Tunnel verläuft. Anschließend folgt die Querung des Geländes eines ehemaligen Steinbruchs. Bis zur Einstellung des Betriebs im Jahr 2003 musste bei Sprengungen im Gelände die Autobahn gesperrt werden. Nach dem Anschluss der am linken Rheinufer verlaufenden B 9 überquert die BAB 60 auf der Weisenauer Brücke den Rhein.
Nach der Rheinquerung wechselt die Autobahn ins Bundesland Hessen. Unmittelbar hinter der Brücke zweigt die BAB 671 ab, die den östlichen Teil des Mainzer Rings bildet, und die BAB 60 führt, nun wieder vierstreifig, weiter nach Osten und wird in diesem Bereich auch als Süd-Main-Schnellweg bezeichnet. Sie führt südlich an Rüsselsheim vorbei und endet schließlich im Rüsselsheimer Dreieck an der BAB 67.

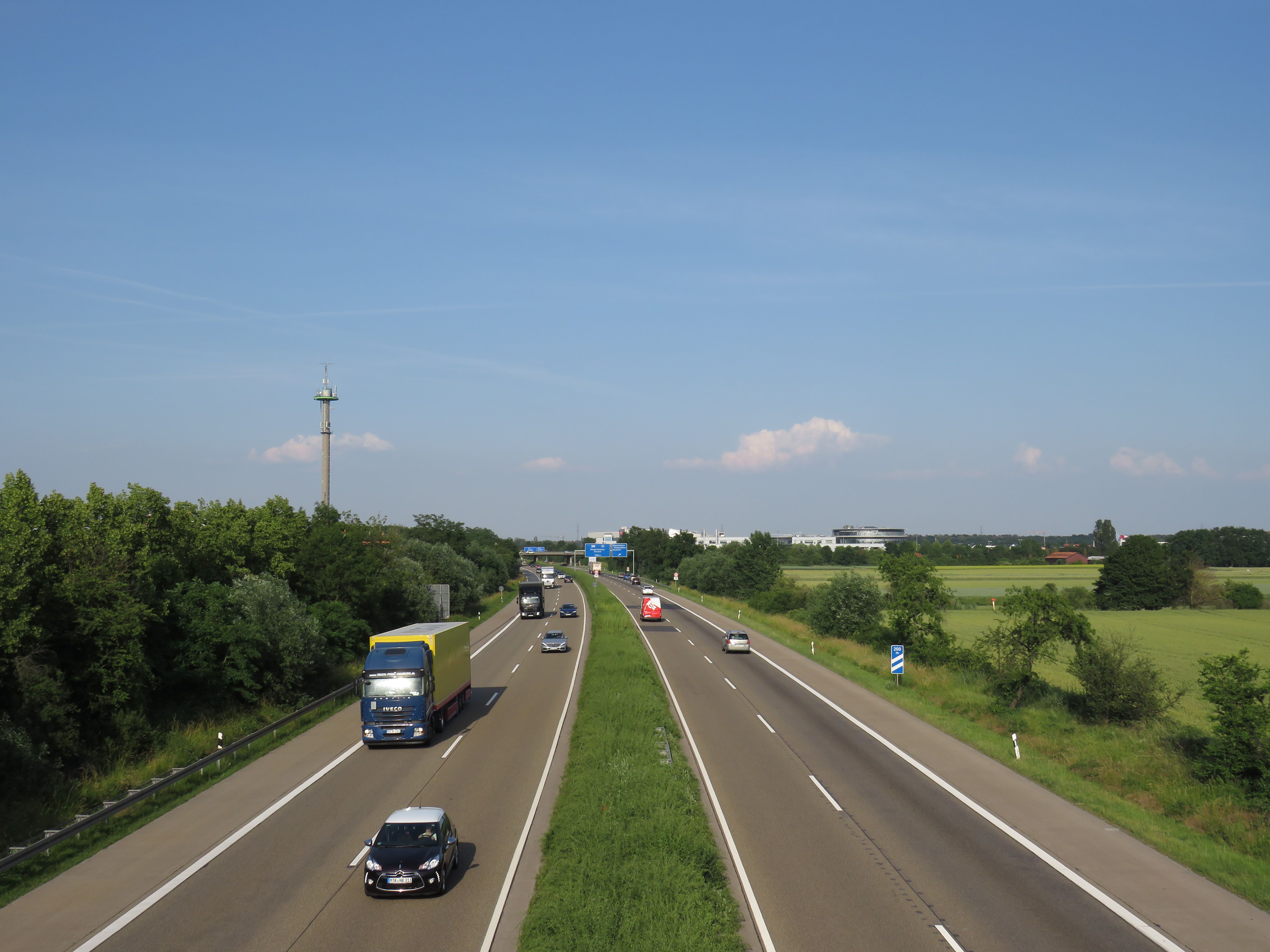
Südlich von Rüsselsheim
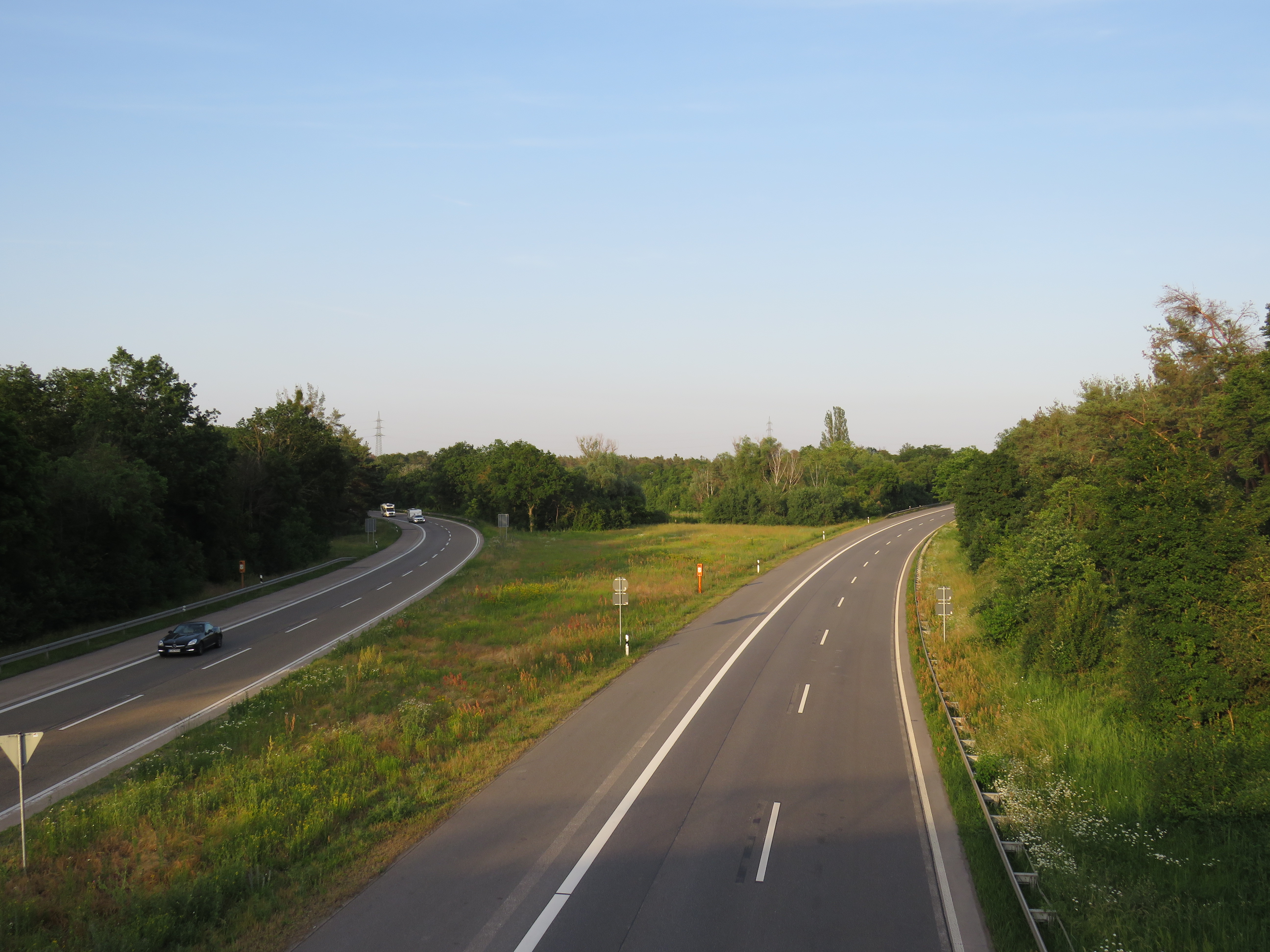
Streckenende am Rüsselsheimer Dreieck

## Geschichte
Planungen für eine Autobahn zwischen dem Rhein-Main-Gebiet und Belgien sind noch relativ jung – in den Netzplänen des Vereins HaFraBa aus den 1920er Jahren, der zunächst die Autostraße Hamburg/Hansestädte–Frankfurt–Basel plante und später ein landesweites Netz an dem Kraftverkehr vorbehaltenen Straßen entwarf, ist diese Verbindung nicht enthalten. Auf Netzplänen aus der Zeit des Nationalsozialismus, als das aus den HaFraBa-Plänen hervorgegangene Netz der Reichsautobahnen im großen Rahmen gebaut wurde, war eine Strecke zwischen Mainz und Trier ohne Weiterführung an die belgische Grenze geplant, mit deren Bau allerdings nicht mehr begonnen wurde.
Der östliche Abschnitt zwischen Bingen, Mainz und Rüsselsheim ging größtenteils aus dem vierstreifigen Ausbau der B 9 der 1950er und 1960er Jahre hervor, bei dem westlichen Abschnitt zwischen Winterspelt und Wittlich handelt es sich im Wesentlichen um eine Neubaustrecke aus den 1980er und 1990er Jahren.
Der seit den 1970er Jahren geplante Lückenschluss zwischen Wittlich und Bingen wurde schon nach einigen Jahren wieder aufgegeben, stattdessen soll die B 50 zwischen Wittlich und Rheinböllen durchgehend vierstreifig und kreuzungsfrei ausgebaut werden.

### Erste Planungen
Die frühesten bekannten Planungen für eine Autobahnanbindung des Gebiets zwischen Trier, Bingen und Mainz stammen aus den 1940er Jahren, als eine Reichsautobahn Mainz–Trier als Ergänzungsstrecke vorgesehen war. Der damals geplante Streckenverlauf im Bereich von Mainz entsprach einem Plan von 1944 nach bereits stark dem letztlich realisierten. Der Beginn der Strecke war als Abzweig von der Reichsautobahn Köln–Frankfurt bei Raunheim vorgesehen, ungefähr an der Stelle des heutigen Mönchhof-Dreiecks. Sie sollte von dort südwestlich an Rüsselsheim vorbeiführen, zwischen Ginsheim und Laubenheim den Rhein überqueren und anschließend südlich und schließlich westlich an Mainz vorbeiführen. Zwischen Gonsenheim und Heidesheim wäre die Strecke weiter nach Westen verlaufen, nördlich an Ingelheim vorbei parallel zum Rhein in Richtung Bingen.
Aufgrund des ausgebrochenen Zweiten Weltkriegs, im Zuge dessen sämtliche Arbeiten an den Reichsautobahnen zunächst temporär, schließlich vollständig eingestellt wurden, kam es zu keinerlei Inangriffnahme der Strecke mehr. In den Nachkriegsjahren konzentrierten sich die Straßenbauarbeiten auf die Wiederherstellung des bestehenden Straßennetzes, so mussten zahlreiche Bauwerke, die von Truppen der Wehrmacht gesprengt wurden, um ein Vorrücken der Alliierten zu erschweren, wiederaufgebaut werden. Erst in den 1950er Jahren begann die Fertigstellung bereits vor dem Krieg begonnener Autobahnstrecken, schließlich auch die Planung neuer Verbindungen.

### Schnellstraßenplanung um Mainz
Das Wirtschaftswunder der 1950er Jahre und die fortschreitende Motorisierung machte in der 1949 gegründeten Bundesrepublik Deutschland den Bau zahlreicher neuer Straßen notwendig. Insbesondere dem Fernverkehr war an vielen Orten, wo unter den Nationalsozialisten keine Reichsautobahn mehr fertiggestellt wurde, nur ein unzureichend ausgebautes Straßennetz verfügbar. Die den Rhein entlang führende und stark befahrene Bundesstraße 9 verlief mitten durch das Mainzer Stadtgebiet und war dem Verkehr nicht mehr gewachsen.
Der einzige Anschluss ans bestehende Autobahnnetz war bis 1950 bei Wallau gegeben, wo sich der südliche Endpunkt der ehemaligen Reichsautobahn nach Köln und in Richtung Ruhrgebiet befand. Schrittweise wurde diese Autobahn auf der noch vor dem Krieg vorbereiteten Trasse weiter nach Osten verlängert, sodass 1956 das Frankfurter Kreuz mit der wichtigen Nord-Süd-Strecke Hamburg–Frankfurt am Main–Basel (HaFraBa) dem Verkehr übergeben werden konnte. Da diese Autobahn in einiger Entfernung zu den Städten Mainz und Wiesbaden verlief, sollten die Städte Mainz und Wiesbaden über zwei Zubringerstrecken, eine nördlich und eine südlich des Mains, an diese angebunden werden.
Schon 1954 wurde die B 54 zwischen Wiesbaden-Erbenheim und Weilbach vierstreifig und kreuzungsfrei ausgebaut, wobei das heutige Wiesbadener Kreuz entstand. Dabei handelte es sich um das erste Teilstück des geplanten Rhein-Main-Schnellwegs zwischen den Städten Wiesbaden und Frankfurt am Main.

#### Der Mainzer Ring entsteht
Erstmals nach Kriegsende wurde 1956 ein Bedarfsplan für die Bundesfernstraßen aufgestellt, der die Entwicklung des Bundesstraßen- und Autobahnnetzes vorgeben sollte. Besonderes Augenmerk wurde auf die Ballungsräume entlang des Rheins gelegt, die damals die industriellen Zentren Westdeutschlands bildeten. Um die Städte Köln, Bonn und Mainz sollten ringförmige Umgehungsstraßen gebaut werden, um den Verkehr aus dem Stadtgebiet zu halten und das umliegende Gebiet besser zu erschließen. Während der Kölner Autobahnring in großen Teilen schon vor dem Krieg gebaut wurde, war für Mainz und das rechtsrheinisch gelegene Wiesbaden als neue hessische Landeshauptstadt die Erschließung über eine Ringautobahn, die beide Städte tangieren sollte, vorgesehen. Damit einher ging der Bau zweier Rheinbrücken sowie einer Mainbrücke.
Der letztlich festgelegte Entwurf bestand im Wesentlichen aus dem vierstreifigen Neubau bestehender Bundesstraßen. Die südliche Umgehung von Mainz wurde als Neubau der B 9 ausgeführt, der Zubringer südlich von Mainz als Neubau der B 26. Der nördliche und östliche Teil bestand aus dem Neubau der rechtsrheinischen B 42, gemeinsam mit der Verlängerung der B 54 nach Westen, die damals noch an einem Kreisverkehr bei Erbenheim endete. Das westliche Teilstück war ebenso als Kraftfahrstraße geplant, allerdings nicht als Ersatzneubau einer bestehenden Bundesstraße konzipiert.
Mit dem Bau der ersten Rheinbrücke bei Schierstein wurde am 15. September 1959 begonnen, nachdem am 13. Juli desselben Jahres der Planfeststellungsbeschluss erging. Zwei Jahre später begannen im Jahr 1961 schließlich auch an der zweiten Rheinbrücke bei Weisenau die Bauarbeiten. Beide Rheinbrücken wurden zeitgleich am 12. Dezember 1962 eröffnet, als sich der größte Teil des Schnellstraßenrings noch im Bau befand.

#### Neubau als Bundesstraße 9
Die südliche Umgehungsstraße als Neubau der B 9 war bereits ab 1960 im Bau. Bis 1966 wurden sowohl der südliche als auch der westliche Teil des Schnellstraßenrings zwischen der Schiersteiner und der Weisenauer Brücke fertiggestellt. Die Straße war autobahnähnlich ausgebaut mit vier Fahrstreifen und höhenfreien Anschlüssen ans nachgeordnete Straßennetz, wies jedoch keine Standstreifen auf.
Auch westlich von Mainz wurde mit dem Neubau der B 9 in Richtung Bingen begonnen und Mitte der 1960er Jahre in Teilen fertiggestellt. Es ist allerdings nicht bekannt, ob die Strecke westlich von Heidesheim bereits vierstreifig ausgebaut wurde oder dies erst Anfang der 1970er Jahre mit der Umwidmung der B 9 in eine Bundesautobahn geschah. Wahrscheinlich war dieser Bereich zunächst nur als einfache Landstraße mit zwei Fahrstreifen ausgeführt.

### Bau des Süd-Main-Schnellwegs
Auf Vorplanungen aus der Zeit des Nationalsozialismus wurde auch Anfang der 1960er Jahre zurückgegriffen, als die südlich des Mains verlaufende Verbindungsstrecke zwischen der bestehenden Autobahn und dem Mainzer Schnellstraßenring realisiert wurde. Aufgrund der Lage südlich des Mains war die Strecke bei ihrer Planung als Süd-Main-Schnellweg geführt worden. Eine Planänderung wurde nötig, nachdem 1961 der Bau des Main-Neckar-Schnellwegs begann, einer zweiten Nord-Süd-Autobahn zwischen Rhein-Main- und Rhein-Neckar-Gebiet, die die aus der Vorkriegszeit stammende Autobahn Frankfurt–Mannheim entlasten sollte. Letztere war mit einem Verkehrsaufkommen von bis zu 40.000 Fahrzeugen pro Tag bereits an ihrer Kapazitätsgrenze angekommen. Die Fertigstellung des ersten Teilstücks zwischen dem Autobahndreieck mit der Autobahn Köln–Frankfurt und Büttelborn – in diesem Abschnitt wegen der weiträumigen Direktumgehung des Frankfurter Kreuzes auch als Autobahn-Eckverbindung Mönchhof–Darmstadt genannt – war 1964. Der Abzweig der Neubaustrecke wurde somit an den südöstlichen Rand von Rüsselsheim verlegt, da der ursprünglich geplante Knotenpunkt bei Raunheim bereits für den Main-Neckar-Schnellweg verwendet wurde.
Zusätzlich mit der Verbindung zwischen Main-Neckar-Schnellweg und Weisenauer Brücke wurde auch die westliche und nördliche Umgehung von Mainz auf hessischer (rechtsrheinischer) Seite geplant. Der Knotenpunkt beider Strecken wurde ans östliche Ende der Weisenauer Brücke gelegt, das nördliche Ende sollte zunächst provisorisch an die B 455 anschließen. Die Kosten für den Bau dieser Strecken mit einer Gesamtlänge von rund 25,5 km wurden mit 155 Millionen DM beziffert.
Mit den ersten Bauarbeiten für den Süd-Main-Schnellweg wurde 1963 am östlichen Ende, der Einmündung in den Main-Neckar-Schnellweg, begonnen. Aufgrund von Verzögerungen, die durch Schwierigkeiten beim Erwerb der in der Trasse liegenden Grundstücke hervorgerufen wurden, konnte jedoch erst 1965 mit den Erdarbeiten gestartet werden. Das Teilstück zwischen dem Autobahndreieck (heutiges Rüsselsheimer Dreieck) und Bauschheim (heute Anschlussstelle Bischofsheim) wurde am 15. Dezember 1966 für den Verkehr freigegeben. Bis 1969 entstanden auch das Mainspitz-Dreieck als Verbindung der beiden Strecken mit der bestehenden Weisenauer Brücke und der nördliche Fortsatz zur ebenfalls bereits fertiggestellten Hochheimer Mainbrücke.
Im Gegensatz zu den anderen Teilstrecken des Mainzer Rings plante man diese Strecken bereits mit einem 3 bis 4 m breiten Mittelstreifen und beidseitig 2,75 m breiter Standspur, dem damals üblichen Querschnitt für Bundesautobahnen. Bei Inbetriebnahme war die Straße daher nicht, wie auf den restlichen Teilstücken des Mainzer Rings, als Ersatzneubau einer Bundesstraße, sondern gleich als Bundesautobahn gekennzeichnet. Das vor 1975 geltende, hauptsächlich intern genutzte System wies der Strecke von Rüsselsheim bis Wiesbaden die Nummer A 92 zu. Dabei handelte es sich um keine durchgehende Fahrbahn, da die östliche Umgehung von Mainz mit der Mainbrücke Hochheim von der Strecke Rüsselsheim–Weisenauer Brücke abzweigt.
Der Streckenverlauf der B 26, der ursprünglich in Mainz-Kastel begann und über Gustavsburg, Bischofsheim und Groß-Gerau nach Darmstadt zur bis heute bestehenden Fortführung verlief, wurde mit Fertigstellung des sie ersetzenden Süd-Main-Schnellwegs und des Main-Neckar-Schnellwegs auf der alten Trasse aufgegeben und das westliche Ende stattdessen an die B 44 westlich von Wolfskehlen gelegt, sodass sie heute durch Griesheim hindurchführt.

### Ausbau westlich von Mainz und Aufstufung zur Autobahn
Ende der 1960er Jahre war unter der Bezeichnung A 80 eine Autobahnstrecke von der belgischen Grenze im rheinland-pfälzischen Gebiet der Eifel über Mainz und Frankfurt am Main bis nach Fulda im Ausbauplan für die Bundesfernstraßen 1971–1985 vorgesehen. Die Streckenabschnitte bei Mainz sowie zwischen Wiesbaden und Frankfurt waren zu diesem Zeitpunkt bereits als Kraftfahrstraße bzw. Autobahn unter Verkehr, die Fortführung von Frankfurt nach Fulda in Planung bzw. teilweise in Bau. Ziel war die „Verbindung Süddeutschlands mit dem nordfranzösisch-belgischen Industriegebiet“. Besonders die Anbindung des Antwerpener Hafens mit den süddeutschen Industriezentren in der Rhein-Main- und Rhein-Neckar-Region stand bei der Planung im Fokus. Nicht zuletzt aber auch die wirtschaftliche Erschließung des strukturschwachen Eifelraums und der Anschluss der nach Autonomie strebenden Deutschsprachigen Gemeinschaft Belgiens waren weitere wichtige Gründe für den Autobahnbau.
Mit dem Autobahnausbau zwischen Bingen-Gaulsheim und Mainz wurde 1970 begonnen. Abschnittsweise war die Ausbaustrecke der B 9, die für die Autobahntrasse genutzt wurde, bereits mit zwei Richtungsfahrbahnen in Betrieb, hier wurde der Vollausbau zur Autobahn bis 1973 fertiggestellt. Im selben Jahr stufte man das bislang als Kraftfahrstraße geführte Teilstück von Bingen-Gaulsheim bis zum Dreieck Mainz schließlich zur Autobahn A 80 hoch. Die den südlichen Mainzer Ring bildende Umgehungsstraße wurde zunächst als B 9 belassen, sodass zwar der westliche und nördliche (A 80) sowie der östliche (A 92) Mainzer Ring als Autobahn beschildert war, das südliche Teilstück jedoch nach wie vor als Bundesstraße. Die Bebauungspläne der Stadt Bingen aus den Jahren 1969 und 1973 sahen im südlichen Stadtgebiet zwischen den Stadtteilen Büdesheim und Dromersheim als Anbindung an die damals noch A 14 genannte heutige A 61 ein Autobahnkreuz vor. Die A 80 sollte von diesem parallel der Nahe und der Bahnlinie in Richtung Bad Kreuznach verlaufen.

### Einführung der BezeichnungBundesautobahn 60
Zum 1. Januar 1975 wurde für die Autobahnen in der Bundesrepublik Deutschland und West-Berlin ein neues, einheitliches Nummerierungsschema eingeführt. Waren zunächst nur intern geführte Nummerierungen verwendet worden und auf den Wegweisern ausschließlich die Nummern der auf der Trasse verlaufenden Europastraßen ausgeschildert, wurde die neue nationale Nummerierung vorgezogen. Ein zuvor im Bedarfsplan Bundesfernstraßen 1971–1985 beschriebenes System, das den vom Berliner Ring abzweigenden Strecken die einstelligen Nummern A 1 bis A 6 zuordnete, konnte sich, auch im Hinblick auf die damals noch bestehende Deutsche Teilung, nicht durchsetzen. Die heutige BAB 60 wurde bis Ende 1974 als A 47 geführt.
Als geplante überregionale Ost-West-Verbindung gab man der geplanten Strecke von der belgischen Grenze ins Rhein-Main-Gebiet gemäß der Konvention eine gerade Nummer, die Nummer Bundesautobahn 60, kurz BAB 60. Zu diesem Zeitpunkt war das Teilstück von der belgischen Grenze nach Bingen-Gaulsheim noch in Planung bzw. an einigen wenigen Stellen bereits im Bau. Im restlichen Abschnitt zwischen Bingen und dem Dreieck Mainz wurde die BAB 60 auf die Trasse der bis dahin als A 80 bezeichneten Strecke gelegt, zwischen dem Mainspitz-Dreieck und dem Rüsselsheimer Dreieck auf die des Süd-Main-Schnellwegs mit der Nummer A 92. Die westliche und östliche Umfahrung von Mainz bekamen eigene Nummern (BAB 643 bzw. BAB 671).
Der Abschnitt südlich um Mainz herum zwischen dem Dreieck Mainz und dem Mainspitz-Dreieck, der bisher Teil der B 9 war, wurde mit Einführung der neuen Autobahnnummerierung schließlich 1975 zur Autobahn aufgestuft und ist seitdem Teil der BAB 60. Dabei wurden lediglich die Wegweiser erneuert, es kam zunächst zu keinerlei baulichen Veränderungen an der Trasse. Bis heute weist der westliche Bereich des Abschnitts daher keinerlei Standstreifen und einen schmalen Mittelstreifen auf.

### Weiterbau bei Bingen
Als 1975 die BAB 61 im Abschnitt zwischen Bingen und Frankenthal fertiggestellt wurde, gab es zunächst noch eine kurze Lücke im Autobahnnetz, um von der BAB 61 auf die BAB 60 zu gelangen. So musste man einige Kilometer bei Bingen-Büdesheim auf der nur einbahnig ausgebauten B 9 fahren, um bei Gaulsheim schließlich wieder auf die BAB 60 zu gelangen. Der 5,5 km lange Lückenschluss, mit dem eine direkte Verbindung zwischen beiden Autobahnen entstand, wurde im Dezember 1978 dem Verkehr übergeben.
Der Knotenpunkt mit der BAB 61 wurde bereits als Vorleistung für einen geplanten Weiterbau der BAB 60 in Richtung Westen in Form eines Autobahnkreuzes mit halbdirekter Rampe für die Relation Koblenz–Mainz ausgeführt und trug daher zunächst den Namen Autobahnkreuz Bingen. Nachdem der Lückenschluss im Hunsrück zwischen Wittlich und Bingen aufgegeben worden war, änderte man den Namen des Knotenpunkts in Autobahndreieck Nahetal um.

### Bau der Eifelstrecke
Offizieller Beginn für die grenzüberschreitende Eifelautobahn war der 21. Februar 1972, als der Minister der öffentlichen Arbeiten Jos De Saeger per königlichem Erlass den Weiterbau der belgischen Autobahn südlich von Verviers genehmigte. Beim Bau der belgischen A3 in den 1960er Jahren wurde ein kurzes Stück Autobahn vom Autobahnkreuz Battice bis kurz vor Verviers mit gebaut. Es dauerte jedoch noch einige Jahre, bis die ersten Teilstücke auf belgischer Seite fertiggestellt wurden.
Die Bauarbeiten auf deutscher Seite beschränkten sich zunächst auf dem Abschnitt vom Grenzübergang Steinebrück zur Anschlussstelle Bitburg. Der erste Spatenstich für den neuen Autobahn-Grenzübergang Steinebrück wurde am 1. April 1977 gesetzt. Auf belgischer Seite wurde zeitgleich am Abschnitt zwischen der Anschlussstelle Sankt Vith-Süd und dem Grenzübergang gebaut. Während letztgenannte Strecke bis kurz hinter die erste Anschlussstelle auf deutscher Seite gleich als vollwertige Autobahn mit zwei Richtungsfahrbahnen gebaut wurde (großzügigere Dimensionierung der Grenzstation), baute man den Abschnitt auf deutscher Seite zunächst größtenteils auf der nördlichen Richtungsfahrbahn. Erst zu einem späteren Zeitpunkt sollte die fehlende südliche Fahrbahn ergänzt werden, wenn die zu Beginn als sehr gering eingeschätzte Verkehrsbelastung zunehmen wird. Zwar wurden in diesem Bereich alle Überführungen für zwei Fahrbahnen ausgelegt und der Platz für diese im Trassenraum freigehalten, die zahlreichen Talbrücken der Autobahn wurden jedoch nur als Einzelbauwerk für eine Fahrbahn errichtet.
Nach etwa sieben Jahren Bauzeit ging am 17. September 1984 das erste Teilstück der BAB 60 in der Eifel in Betrieb. Es handelte sich um das kurze zweibahnige Stück zwischen dem Grenzübergang Steinebrück und der Anschlussstelle Winterspelt. Der belgische Teil der Autobahnverbindung durch die Eifel war damals fast komplett fertiggestellt, da die meisten Abschnitte hier Anfang der 1980er Jahre freigegeben wurden.
Der Planfeststellungsbeschluss für den Abschnitt Winterspelt–Bitburg erging 1978. Mit den Rodungen wurde in diesem Bereich 1979 begonnen, 1980 begannen schließlich die Arbeiten an den Talbrücken. Rund zwei Jahre nach Verkehrsfreigabe des Grenzübergangs ging 1986 die einbahnige Fortsetzung der Autobahn auf deutscher Seite in Betrieb: am 8. Oktober die Strecke von Winterspelt nach Prüm, am 19. Dezember schließlich von Prüm nach Bitburg. Der Bau dieser beiden Abschnitte kostete damals rund 208 Millionen DM.
Der Weiterbau durch die Eifel über Bitburg hinaus verzögerte sich, trotz einer politischen Zusage zum Lückenschluss durch den damaligen Bundesverkehrsminister Werner Dollinger, aus verschiedenen Gründen um einige Jahre. Seit Aufgabe des Lückenschlusses bis Bingen war das Autobahnende an der BAB 1 bei Wittlich geplant. Schon in den 1980er Jahren wurde der Nutzen dieser Strecke politisch teils infrage gestellt, mit der Wiedervereinigung rückte Anfang der 1990er Jahre schließlich der Ausbau der Strecken in der ehemaligen DDR in den Vordergrund.
Erst 1994 konnte mit dem Weiterbau von Bitburg zunächst bis zur Anschlussstelle Badem begonnen werden. Ab Februar 1996 wurde jedoch ein Baustopp über die Strecke bis Wittlich verhängt, nachdem Privatpersonen gegen den Planfeststellungsbeschluss geklagt haben, sodass erst 1997, als das Oberverwaltungsgericht Koblenz die letzte Klage abgewiesen hatte, weiter an der Autobahn gebaut werden konnte. Schließlich wurde die Fortführung von Bitburg bis Badem am 17. Dezember 1999 dem Verkehr übergeben.
Der Bau der zweiten Richtungsfahrbahn zwischen den Anschlussstellen Prüm und Bitburg wurde in mehreren Abschnitten Ende der 1990er Jahre gebaut und mit Fertigstellung des zweiten Brückenbauwerks der Nimstalbrücke im Herbst 1999 vollendet. Der Abschnitt zwischen Winterspelt und Prüm ist jedoch bis heute nur einbahnig unter Verkehr.
Die Fertigstellung des letzten Teilstücks, mit dem die Eifelstrecke der BAB 60 endgültig mit dem restlichen deutschen Autobahnnetz verbunden wurde, zog sich bis Anfang der 2000er Jahre hin. Erst am 11. Dezember 2002 wurde die fehlende Strecke zwischen Badem und dem neuen Autobahnkreuz Wittlich durch den damaligen rheinland-pfälzischen Verkehrsminister Hans-Artur Bauckhage dem Verkehr übergeben. Der Knotenpunkt wurde bereits für eine Fortführung der Strecke nach Osten in vollständiger Kleeblattform ausgebaut. Mit dem Bau des Hochmoselübergangs als Teil der neuen, autobahnähnlich ausgebauten B 50 wurde nach Abschluss der Bauarbeiten an der BAB 60 im Jahr 2003 begonnen. Der erste Abschnitt zwischen dem nun vollständig nutzbaren Kreuz Wittlich und Platten ging am 15. Dezember 2014 in Betrieb.

### Liste der Verkehrsfreigaben
| Abschnitt                                     | Jahr       | km      | Bemerkung                                                                 |
| --------------------------------------------- | ---------- | ------- | ------------------------------------------------------------------------- |
| Grenzübergang Steinebrück – AS Winterspelt    | 1984       | 1,6 km  |                                                                           |
| AS Winterspelt – AS Prüm                      | 1986       | 17,2 km | nur eine Richtungsfahrbahn                                                |
| AS Prüm – AS Bitburg                          | 1986, 1999 | 19,0 km | Zunächst nur eine Richtungsfahrbahn, Vollausbau zur Autobahn bis 1999     |
| AS Bitburg – AS Badem                         | 1997       | 7,0 km  |                                                                           |
| AS Badem – AK Wittlich                        | 2002       | 23,2 km |                                                                           |
| AD Nahetal – AS Bingen-Gaulsheim              | 1978       | 5,5 km  |                                                                           |
| AS Bingen-Gaulsheim – AD Mainz                | 1973       | 15,9 km |                                                                           |
| AD Mainz – AS Mainz-Laubenheim                | 1966, 1975 | 11,8 km | Zunächst als B 9 mit schmalerem Querschnitt, Aufstufung zur Autobahn 1975 |
| AS Mainz-Laubenheim – AS Ginsheim-Gustavsburg | 1962, 1975 | 1,7 km  | Zunächst als B 9 mit schmalerem Querschnitt, Aufstufung zur Autobahn 1975 |
| AS Ginsheim-Gustavsburg – AS Bischofsheim     | 1969       | 3,8 km  |                                                                           |
| AS Bischofsheim – Rüsselsheimer Dreieck       | 1966       | 7,4 km  |                                                                           |

## Verkehrsaufkommen

### Abschnitt Bundesgrenze – Wittlich
Das westliche Teilstück in der Eifel zwischen der Bundesgrenze zu Belgien und Prüm gehört zu den im Durchschnitt am wenigsten frequentierten Autobahnen in Deutschland. Hieran hat auch die Fertigstellung der Hochmoselbrücke bislang nichts geändert. Im Einzelnen wurden folgende Verkehrsstärken gemessen:
| Abschnitt                      | DTV 2015 | DTV 2021 |
| ------------------------------ | -------- | -------- |
| Bundesgrenze B/D – Winterspelt | 7.209    | 6.939    |
| Winterspelt – Bleialf          | 6.436    | 6.719    |
| Bleialf – Prüm                 | 7.296    | 6.928    |
| Prüm – Waxweiler               | 17.755   | 14.691   |
| Waxweiler – Bitburg            | 18.533   | 15.724   |
| Bitburg – Badem                | 11.504   | 11.201   |
| Badem – Spangdahlem            | 12.740   | 12.370   |
| Spangdahlem – Landscheid       | 13.055   | 12.616   |
| Landscheid – Wittlich-West     | 15.307   | 14.955   |
| Wittlich-West – Kreuz Wittlich | 12.594   | 11.706   |

Die Aussagekraft der Verkehrszählung 2021 ist jedoch beschränkt, da aufgrund der COVID-19-Pandemie Auswirkungen auf den Verkehr nicht ausgeschlossen werden können.
Ein vierstreifiger Ausbau der Bundesautobahn 60 zwischen Winterspelt und Prüm ist im aktuellen Bundesverkehrswegeplan 2030 und im Fernstraßenausbaugesetz nicht vorgesehen. Dennoch besteht in der Region die Hoffnung, dass die zweite Fahrbahn doch noch gebaut wird, was jedoch vom Bund aus Gründen der Wirtschaftlichkeit bisher abgelehnt wurde.

### Abschnitt Bingen – Rüsselsheim
Im Gegensatz hierzu gehört der Abschnitt der A 60 zwischen Bingen und Rüsselsheim insbesondere bei Mainz zu den am höchsten belasteten Strecken. Da die Tabelle die Werte aus dem Jahr 2015 zeigt, ist das hohe Verkehrsaufkommen im Bereich der Weisenauer Brücke (zwischen den Anschlussstellen Mainz-Laubenheim und dem Mainspitz-Dreieck) von einem höheren Verkehrsaufkommen als üblich geprägt, da diese Strecke als Umfahrung für die von Februar bis April 2015 vollständig gesperrte Schiersteiner Brücke diente. Demgegenüber waren die Daten von 2021 nicht nur möglicherweise durch die COVID19-Pandemie, sondern auch durch zeitweise Sperrung im Bereich AS Wiesbaden-Biebrich – Wiesbaden Mainzer Str. (Ausfall der Salzbachtalbrücke) beeinflusst:
| Abschnitt                                        | DTV 2015 | DTV 2021        |
| ------------------------------------------------ | -------- | --------------- |
| Dreieck Nahetal – Bingen-Ost                     | 50.260   | 36.953          |
| Bingen-Ost – Ingelheim-West                      | 53.225   | 49.048          |
| Ingelheim-West – Ingelheim-Ost                   | 56.167   | keine Erfassung |
| Ingelheim-Ost – Heidesheim                       | 64.852   | 58.040          |
| Heidesheim – Dreieck Mainz                       | 67.394   | 61.400          |
| Dreieck Mainz – Mainz-Finthen                    | 64.629   | keine Erfassung |
| Kreuz Mainz-Süd – Mainz-Hechtsheim-West          | 92.271   | 70.794          |
| Mainz-Weisenau – Mainz-Laubenheim                | 99.205   | keine Erfassung |
| Mainz-Laubenheim – Ginsheim-Gustavsburg          | 105.267  | keine Erfassung |
| Landesgrenze RP/HE – Ginsheim-Gustavsburg        | 103.680  | 94.792          |
| Mainspitz-Dreieck – Bischofsheim                 | 89.700   | keine Erfassung |
| Bischofsheim – Rüsselsheim-Mitte                 | 82.400   | 74.121          |
| Rüsselsheim-Mitte – Rüsselsheim-Königstädten     | 88.900   | 75.317          |
| Rüsselsheim-Königstädten – Rüsselsheimer Dreieck | 85.600   | 76.644          |

## Ausbau

### Anschlussstellen bei Bingen
In den Jahren 2006 bis 2007 wurde das Autobahndreieck Nahetal umgebaut, sodass eine zusätzliche Anschlussstelle, über die eine direkte Zufahrt zum neu entstandenen Gewerbegebiet Bingen-Sponsheim/Grolsheim besteht, sowohl von der BAB 60 als auch von der BAB 61 erreichbar ist. Der Anschluss wurde zwar schon Ende der 1990er Jahre eingerichtet, konnte aber zunächst nur von und zur BAB 60 hin genutzt werden. Zusammen mit dem Umbau entstand an dieser Zufahrt ein Autohof.
Die vormalige Anschlussstelle Bingen-Kempten bildete beim Bau der BAB 60 in den 1970er Jahren eine Zeit lang den westlichen Endpunkt als Übergang zur B 9. Der als Gabelung ausgeführte Knotenpunkt war nur von und in Richtung Mainz benutzbar. Er wurde daher später durch die Anschlussstelle Bingen-Ost ersetzt, die von beiden Fahrtrichtungen her erreicht werden kann. Die nächstgelegene Anschlussstelle Bingen-Gaulsheim fiel in diesem Zuge 2008 weg und wurde aufgelassen. Dieser Umbau geschah vor allem im Hinblick auf mehrere in Bingen-Kempten ansässige Logistikzentren, die nun aus beiden Fahrtrichtungen ohne Umweg durch Gaulsheim erreicht werden können.

### Sechsstreifiger Ausbau Kreuz Mainz-Süd – Mainspitz-Dreieck
Das steigende Verkehrsaufkommen auf dem südlichen Mainzer Ring machte einen Ausbau der hier nach wie vor im Querschnitt einer Kraftfahrstraße ausgeführten BAB 60 nötig. Die bestehende Fahrbahn mit vier Fahrstreifen und ohne Standstreifen wurde auf eine breitere, sechsstreifige Fahrbahn mit beidseitigem Standstreifen erweitert. Mit den Bauarbeiten wurde im Jahr 2001 zunächst im westlichen Bereich des Ausbauabschnitts vom Autobahnkreuz Mainz-Süd bis kurz vor die Anschlussstelle Mainz-Hechtsheim begonnen. Hierbei entstand eine neue Anschlussstelle (Mainz-Hechtsheim-West), die das Gewerbegebiet Mainz-Hechtsheim wie auch die 2003 neu errichtete Messe Mainz anbindet. Die vormalige Anschlussstelle Mainz-Hechtsheim wurde nach Fertigstellung der Bauarbeiten 2003 in Mainz-Hechtsheim-Ost umbenannt.
Die Weisenauer Brücke wurde um die Jahrtausendwende saniert und für den Betrieb mit sechs Fahrspuren ertüchtigt. Provisorisch wurde eine zusätzliche Spur pro Fahrtrichtung eingerichtet, die jeweils an der Anschlussstelle Mainz-Laubenheim bzw. Ginsheim-Gustavsburg in den Verzögerungsstreifen übergeht.
Im Bereich zwischen den Anschlussstellen Mainz-Hechtsheim-Ost und Mainz-Laubenheim wurde 2003 mit dem Ausbau begonnen. 2006 begannen schließlich die Arbeiten am letzten noch ausstehenden Teilstück westlich der Anschlussstelle Mainz-Hechtsheim-Ost. In diesem Bereich wurde aufgrund der beengten Platzverhältnisse und der nahen Wohnbebauung ein 350 m langer Lärmschutztunnel gebaut und die Fahrbahn 12 m tiefer gelegt. Am 4. August 2008 wurde die erste Tunnelröhre (Fahrtrichtung Westen) für den Verkehr freigegeben. Die Freigabe der zweiten Tunnelröhre folgte am 11. Juli 2012 mit zunächst zwei Fahrstreifen. Erst mit der Eröffnung der neu gestalteten Anschlussstelle Mainz-Hechtsheim-Ost, die teilweise im Tunnel verläuft, am 10. August 2012 wurde der sechsstreifige Ausbau vollständig fertiggestellt.

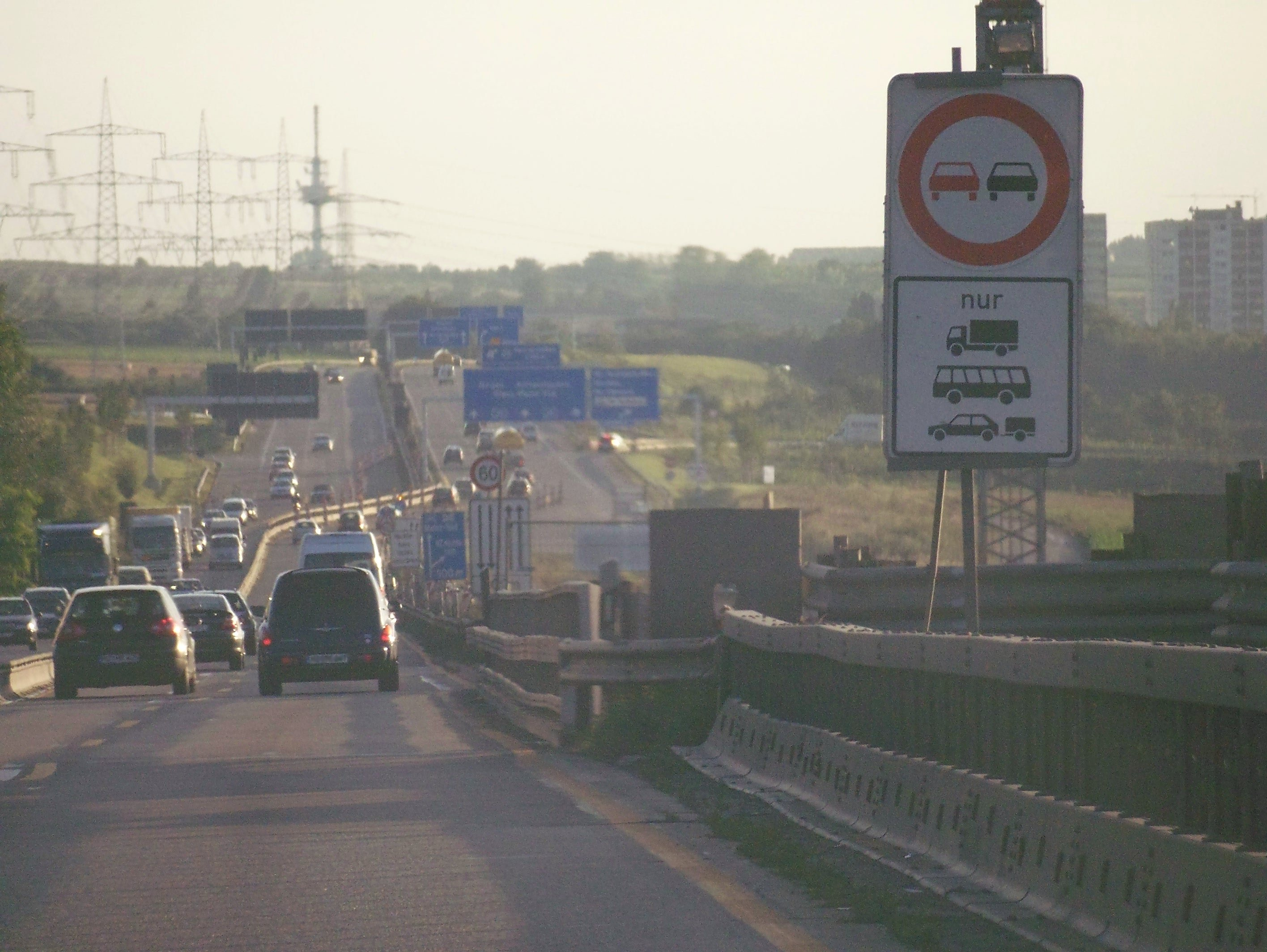
Baustellensituation im Bereich des zukünftigen Tunnels, 2007
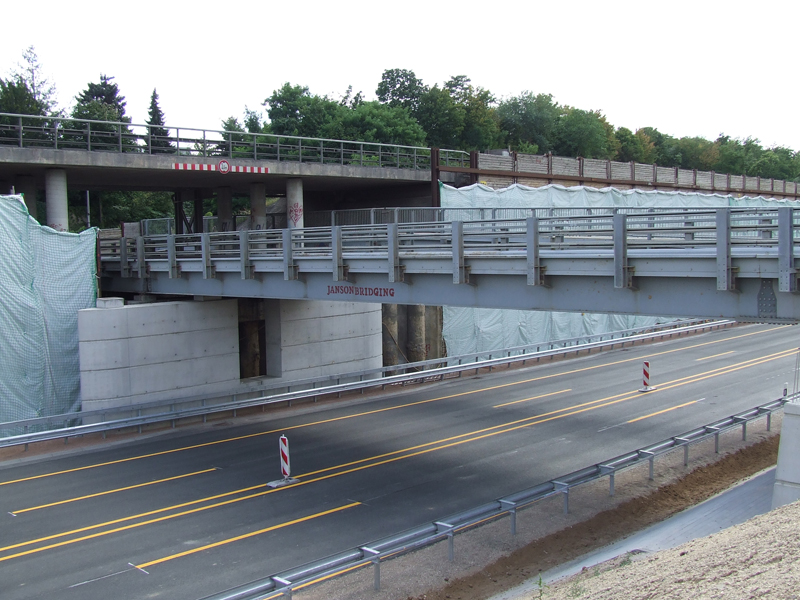
Während der Tieferlegung der Fahrbahn: Neue Trasse unten, Behelfsbrücke für die Alte Mainzer Straße und im Hintergrund oben die alte Trasse, 2008
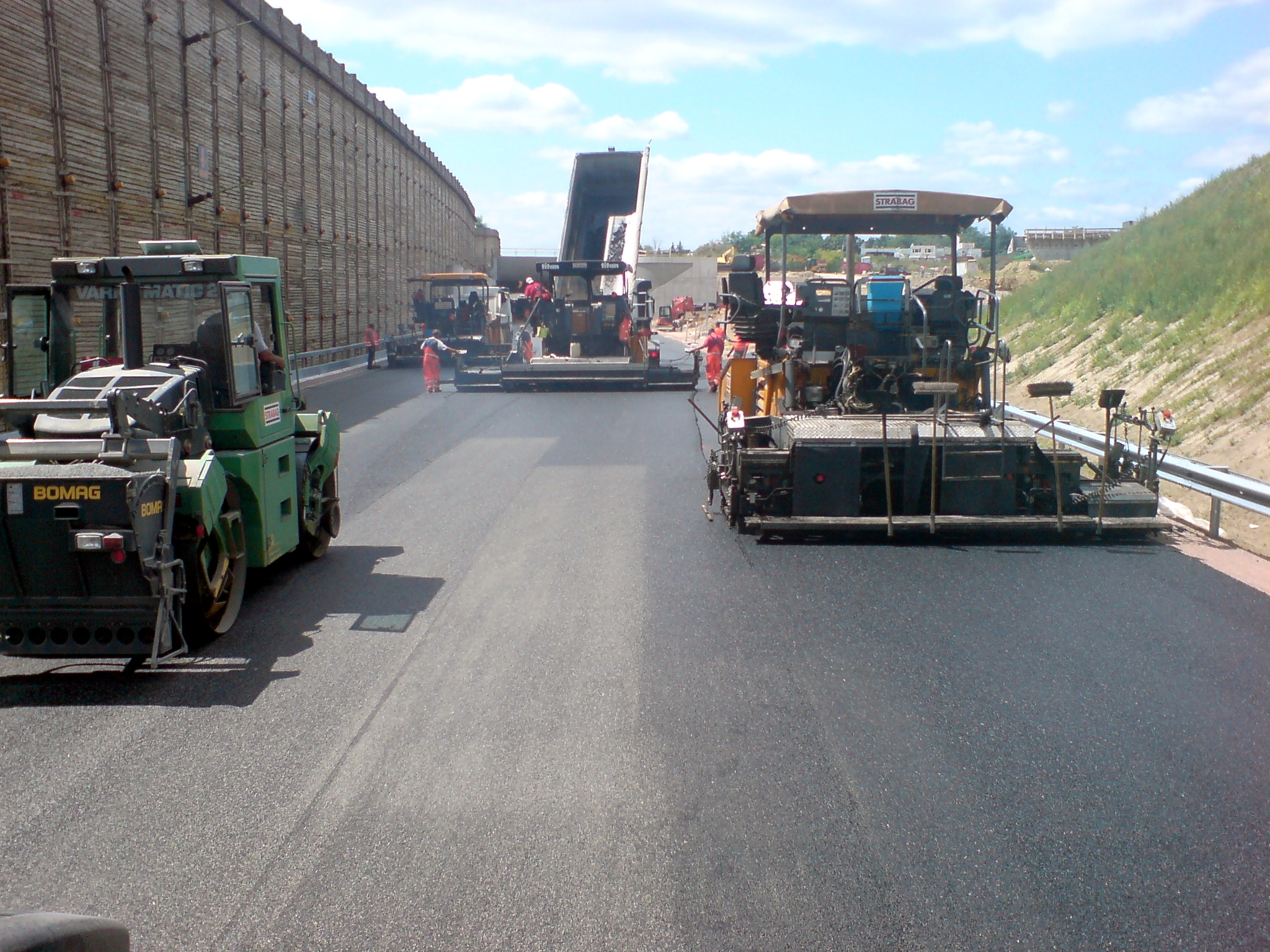
Asphaltierung der Fahrbahndecke auf der nördlichen Richtungsfahrbahn kurz vor dem neu gebauten Tunnel
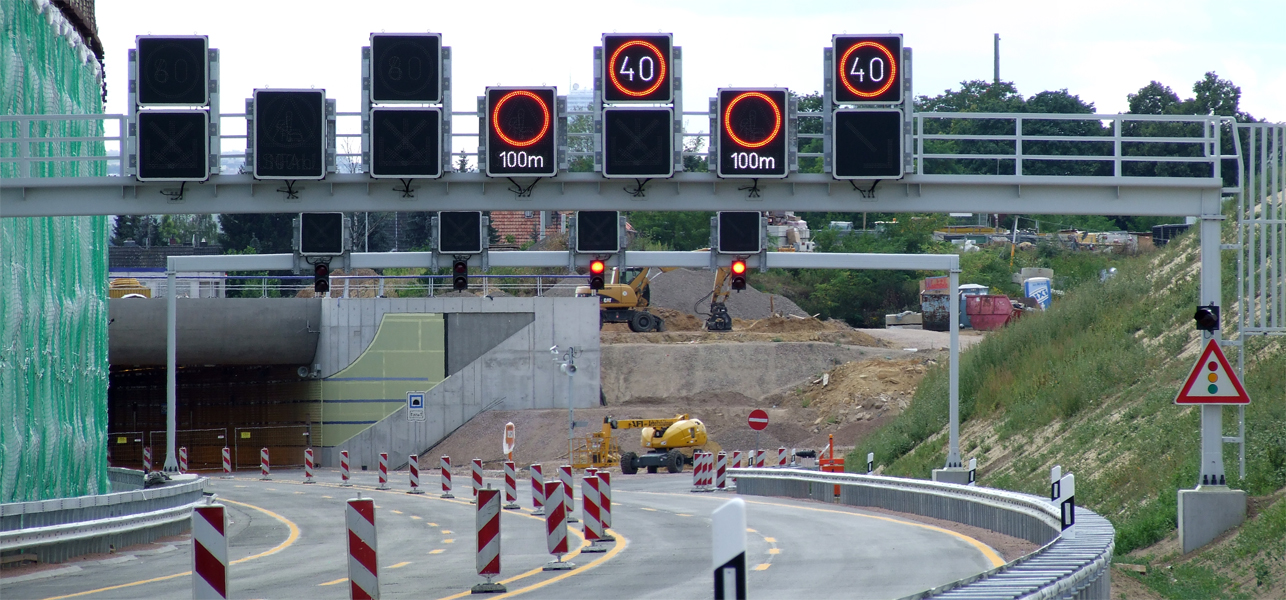
Fertige Nordröhre einen Tag vor Eröffnung, 2008

## Planungen
Im Bundesverkehrswegeplan 2030 ist der sechsstreifige Ausbau der A 60 zwischen Ingelheim-West und dem Kreuz Mainz-Süd sowie zwischen dem Dreieck Mainspitz und dem Dreieck Rüsselsheim im Vordringlichen Bedarf enthalten. Die Strecke zwischen dem Dreieck Nahetal und Ingelheim-West ist dagegen nur im Weiteren Bedarf für die Erweiterung auf sechs Fahrspuren vorgesehen. Für den Ausbau im Bereich des Mainzer Rings (Dreieck Mainz – Mainz-Süd) sind die Planfeststellungsunterlagen in Vorbereitung. Der Umbau des Kreuzes Mainz-Süd läuft indes bereits seit Juni 2017. Am Rüsselsheimer Dreieck begannen 2022 die Aus- und Umbauarbeiten.